# José Canalejas
José Álvarez Canalejas (* 14. Februar 1925 in Madrid; † 1. Mai 2015 ebenda) war ein spanischer Schauspieler.

## Leben
Canalejas, Sohn des Konzertviolinisten Manuel Álvarez Trigo, Bruder der Schauspielerin Lina Canalejas (1932–2012) und Schwager der Schauspielerin Lina Yegros (1914–1978), war einer der meistbeschäftigten Darsteller substantieller Nebenrollen während der Hochzeit der Italowestern. In diesen war er, wie Frank Braña, Lorenzo Robledo, Aldo Sambrell und Antonio Molino Rojo zur Stock Company der in Spanien gedrehten Filme gehörend, als Bandit, Soldat, Mexikaner oder Rancharbeiter zu sehen, auch in Klassikern des Genres wie Für eine Handvoll Dollar, Für ein paar Dollar mehr und Django.
Canalejas hatte in den 1950er Jahren in der Compañia de Comedias unter Antonio Puga begonnen und 1958 erstmals eine Filmrolle erhalten; nach dem Abflauen der Westernwelle trat er in verschiedenen anderen Genres auf; gelegentlich waren auch Hauptrollen unter seinen etwa 100 Rollen, so in Die Rückkehr der reitenden Leichen, in dem er den retardierten Murdo spielte. Mitte der 1970er Jahre inszenierte er zwei Filme, die keinen großen Erfolg hatten. Seine Kino- und Fernseh-Karriere endete 1997.

## Filmografie (Auswahl)
- 1962: Torrejón City
- 1964: Für eine Handvoll Dollar (Per un pugno di Dollari)
- 1964: Gesetz der Bravados (Brandy, el sheriff de Losatumba)
- 1964: Die hundert Ritter (I cento cavalieri)
- 1964: El secreto del capitán O’Hara
- 1964: La tumba del pistolero
- 1965: Für ein paar Dollar mehr (Per qualche Dollari in più)
- 1965: Per un dollaro di gloria
- 1966: Django
- 1966: Lanky Fellow – Der einsame Rächer (Per il gusto di uccidere)
- 1966: Nebraska-Jim (Ringo del Nebraska)
- 1966: Ohne Dollar keinen Sarg (El precio de un hombre)
- 1966: Rocco – der Mann mit den zwei Gesichtern (Sugar Colt)
- 1967: Der Colt aus Gringo’s Hand (Un hombre y un colt)
- 1967: Gott vergibt – Django nie! (Dio perdona… io no!)
- 1967: Die Grausamen (I crudeli)
- 1967: Mehr tot als lebendig (Un minuto per pregare, un istante per morire)
- 1967: Sein Steckbrief ist kein Heiligenbild (El hombre que mató a Billy el Niño)
- 1968: Django – ich will ihn tot (Lo voglio morto)
- 1968: Der Fremde von Paso Bravo (Uno straniero a Paso Bravo)
- 1968: Die gefürchteten Zwei (Il mercenario)
- 1968: Killer adios (Killer adios)
- 1968: Von Django – mit den besten Empfehlungen (Uno dopo l’altro)
- 1969: Friß oder stirb (Vivi o preferibilmente morti)
- 1970: Bleigewitter (Reverendo Colt)
- 1971: Sando Kid spricht das letzte Halleluja (Un dolár para Sartana)
- 1972: Bete, Amigo! (Che c’entriamo noi con la rivoluzione?)
- 1972: Horror-Expreß (Pánico en el transiberiano)
- 1972: Die rote Sonne der Rache (La banda J.S.: cronaca criminale del Far West)
- 1973: Alle für einen – Prügel für alle (Tutti per uno… botte per tutti)
- 1973: Der Clan der Killer (Un tipo con una faccia strana ti cerca per ucciderti)
- 1973: …E così divennero i tre supermen del West
- 1973: Der Mann aus El Paso (Un hombre llamado Noon)
- 1973: Die Rückkehr der reitenden Leichen (El ataque de los muertos sin ojos)
- 1974: Die Spur des Wolfes (Il richiamo del lupo)
- 1974: El ultimo procéso en Paris (Regie)
- 1974: Zehn Cowboys und ein Indianerboy (Dieci bianchi uccisi da un piccolo Indiano)
- 1975: Si quieres vivir… dispara
- 1976: El in… moral (Regie)
- 1977: Die Standarte
- 1978: Der Tiefstapler
- 1986: Scalps (Scalps)
- 1986: Der weiße Apache – Die Rache des Halbbluts (Bianco Apache)
- 1997: Niño nadie